# Ripistes parasita
Ripistes parasita är en ringmaskart som först beskrevs av Schmidt 1847. Enligt Catalogue of Life ingår Ripistes parasita i släktet Ripistes och familjen glattmaskar, men enligt Dyntaxa är tillhörigheten istället släktet Ripistes och familjen Naididae. Arten är reproducerande i Sverige. Inga underarter finns listade i Catalogue of Life.